# Avex Trax

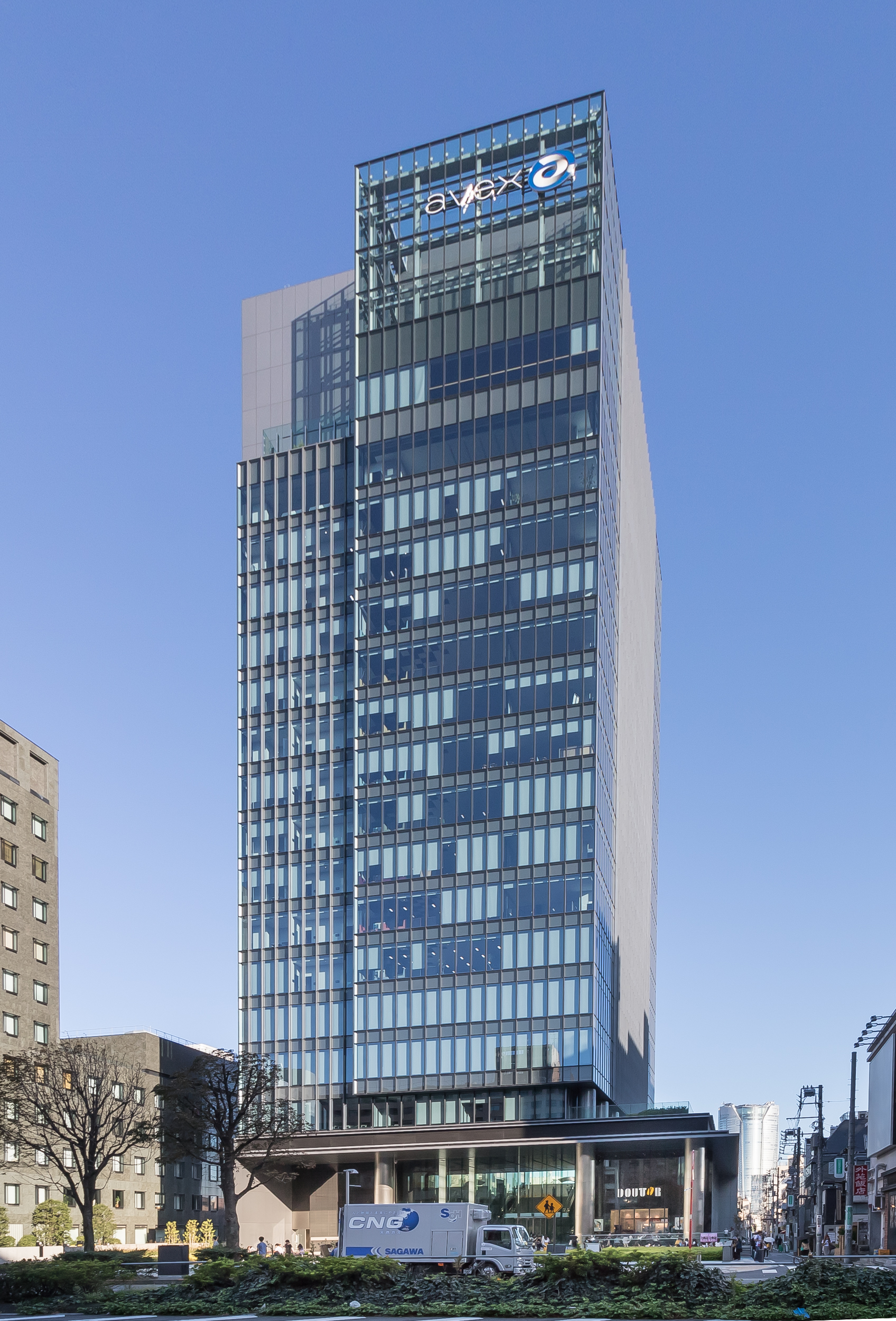
Edificio de Avex en Tokio

Avex Trax (エイベックス トラックス Eibekkusu Torakkusu?) es el sello principal de la compañía discográfica Avex. Inaugurado en 1990, esta discográfica es conocida como una de las más grandes de todo Japón, y alberga a numerosos artistas.

## Sumario
- septiembre de 1990 - Inauguración, dedicándose principalmente a música Dance y Música Electrónica.
- 1992 - Se crea el logo oficial del sello, que mantiene hasta el día de hoy.
- marzo de 2002 - se comienzan a vender CD.
- julio de 2005 - Comienzan a vender su música a través de tienda virtual iTunes.
- septiembre de 2015 - Comienzan a vender su música a través de la tienda virtual de Google Play Music (solo en Japón).

## Artistas de Avex Trax
Nota: Por orden de la fecha de creación de banda/cantante (de más actual a más antiguo).
Los siguientes artistas pertenecen o están asociados a Avex Trax:

### En solitario
| Período       | Nombre                          | Sexo      | Lugar                       | Notas |
| ------------- | ------------------------------- | --------- | --------------------------- | --- |
| 2010-presente | Mini                            | Femenino  | Japón                       | |
| 2009-presente | Jurian Beat Crisis              | Femenino  | Japón                       | Su verdadero nombre es Juria Kawakami (川上 ジュリア)                                                               |
| 2008-presente | JUNO (주노)                     | Masculino | Corea del Sur, China, Japón | BIAS Entertainment; Avex; C-JeS Entertainment                                                                       |
| 2007-presente | J-Min (제이민)                  | Femenino  | Corea del Sur               | También asociada a S.M. Entertainment; Avex (2007-2012); EMI Records (2012-presente)                                |
| 2006-presente | DJ Ozma                         | Masculino | Japón                       | Asociado a EMI Music Japan                                                                                          |
| 2006-presente | May (メイ, 메이)                | Femenino  | Japón                       | Asociada a DJ Music, Doremi Media                                                                                   |
| 2005-presente | Alan Dawa Dolma (阿蘭·達瓦卓瑪) | Femenino  | China, Japón                | Nombre en Tibetano; ཨ་ལན་ཟླ་བ་སྒྲོལ་མ་                                                                                  |
| 2005-presente | Kim Hyung Jun (김형준)          | Masculino | Corea del Sur, Japón        | DSP Media (2005-2010); S-Plus Entertainment (2010-2015); CI Entertainment (2015-presente); Avex (2011-presente)     |
| 2004-presente | Hiroki Aiba (相葉 裕樹)         | Masculino | Japón                       | Sony |
| 2004-2015     | Marié Digby                     | Femenino  | USA, Japón, Filipinas       | Hollywood Records (2007-2011); Star Records                                                                         |
| 2003-presente | Aiko Ikuta (幾田愛子)           | Femenino  | Japón                       | Nakedrecords (2003-2004); Avex (2005)                                                                               |
| 2003-presente | Aiko Kayō (嘉陽 愛子)           | Femenino  | Japón                       | |
| 2003-presente | Aya Kamiki (上木 彩矢)          | Femenino  | Japón                       | FLME (2003-2004); WEED (2005); Giza Studio (2006-2009); Avex (2009-presente)                                        |
| 2003-presente | Kazuki Katō (加藤 和樹)         | Femenino  | Japón                       | Durante un tiempo fue movida a Pony Canyon                                                                          |
| 2002-2007     | Asuka Hinoi (樋井 明日香)       | Femenino  | Japón                       | Asociada a Sonic Groove; Pony Canyon                                                                                |
| 2001-presente | Moeko Matsuhita (松下 萌子)     | Femenino  | Japón                       | También actriz |
| 2000-presente | BoA (보아)                      | Femenino  | Corea del Sur, Japón        | También asociada a S.M. Entertainment                                                                               |
| 2000-presente | Jamosa (ジャモサ)               | Femenino  | Japón                       | Fue miembro del grupo AZIZ (2000-2002); en solitario desde 2002                                                     |
| 2000-presente | Kumi Kōda (倖田 來未)           | Femenino  | Japón                       | Warner |
| 2000-presente | LIA                             | Femenino  | Japón                       | Epic Records |
| 1999-presente | Maki Gotō (後藤 真希)           | Femenino  | Japón                       | Parón de 2007-2008; asociado a Zetima, Piccolo Town, Rhythm Zone                                                    |
| 1996-presente | Hitoe Arakaki (新垣 仁絵)       | Femenino  | Japón                       | Fue miembro del grupo SPEED desde Toy's Factory (1996-2000); parón de 2003-2009                                     |
| 1996-presente | Hiroko Shimabukuro (島袋 寛子)  | Femenino  | Japón                       | Fue miembro del grupo SPEED desde Toy's Factory (1996-2000); asociada a Sonic Groove                                |
| 1995-presente | Eriko Imai (今井絵理子)         | Femenino  | Japón                       | Fue miembro del grupo SPEED desde Toy's Factory (1996-2000)                                                         |
| 1995-presente | Nanase Aikawa (相川 七瀬)       | Femenino  | Japón                       | Asociada a Motorod                                                                                                  |
| 1994-presente | Hitomi (ヒトミ)                 | Femenino  | Japón                       | Love Life Records; Maximum 10                                                                                       |
| 1993-presente | Gackt                           | Masculino | Japón                       | Asociado a G&Lovers; Gan-Shin; Nippon Crown                                                                         |
| 1992-presente | Namie Amuro (安室奈美恵)        | Femenino  | Japón                       | Toshiba-EMI (1992-1995); Avex (1995-presente)                                                                       |
| 1988-presente | Alessandra Mirka Gatti          | Femenino  | Europa, Japón               | Asociada a EMI Music Japan                                                                                          |
| 1988-presente | Fantastic Plastic Machine       | Masculino | Japón                       | Nippon Columbia (1997-2000); Avex (2001); Cutting Edge, L'Appareil-Photo (2001-presente)                            |
| 1986-presente | Kiyoharu                        | Masculino | Japón                       | UJapan (2003-2004); Tokyo Lips Pro, Bouncy Records, Pony Canyon (2005); Mid Field (2005-2009); Avex (2009-presente) |
| 1985-presente | Ayumi Hamasaki (浜崎 あゆみ)    | Femenino  | Japón                       | Asociada a Nippon Columbia                                                                                          |
| 1984-presente | Alexander III                   | Masculino | USA, Europa, Japón          | Epic Records (1984-1995); Avex (1995-presente)                                                                      |
| 1982-presente | Demon Kakka (デーモン閣下)      | Masculino | Japón                       | También llamado Demon Kogure (デーモン小暮)                                                                         |
| 1981-presente | Marty Friedman                  | Masculino | Estados Unidos, Japón       | Asociado a Shrapnel, Prosthetic, Universal, EMI                                                                     |

### Bandas
| Período       | Nombre             | Tipo  | Miembros actuales            | Lugar                       | Notas |
| ------------- | ------------------ | ----- | ---------------------------- | --------------------------- | --- |
| 2022-presente | @onefive           | Banda | 4 miembros                   | Japón                       | Amuse Inc. (2019-2022) |
| 2017-presente | EMPiRE             | Banda | 5 miembros (+2 exmiembros)   | Japón                       | La exmiembro YUiNA EMPiRE fue transferida a BiS2nd el 17/03/2018, mientras que YUKA EMPiRE se graduó el 04/03/2019 día en que EMPiRE realizó el evento de despedida "TWENTY FOUR HOUR PARTY PEOPLE". |
| 2015-presente | BiSH               | Banda | 6 miembros (+2 exmiembros)   | Japón                       | Relacionado con la otra banda BiS |
| 2013-presente | Wagakki Band       | Banda | 8 miembros                   | Japón                       | Asociados a Universal Sigma |
| 2012-presente | EXO                | Banda | 9 miembros (+3 exmiembros)   | Corea del Sur, China, Japón | Asociados a SM Entertainment; KT Music |
| 2011-presente | LinQ               | Banda | 30 miembros (+19 exmiembros) | Japón                       | Asociados: T-Palette Records (2011-2013); Warner Music Japan (2013-presente) |
| 2010-presente | BiS                | Banda | 7 miembros (+10 exmiembros)  | Japón                       | Tsubasa Records (2010-2012, 2016-presente); Avex (2012-2014) |
| 2010-presente | Cocoa Otoko.       | Banda | 5 miembros                   | Japón                       | |
| 2010-presente | Cream              | Dúo   | 2 miembros                   | Japón                       | |
| 2009-presente | F(x)               | Banda | 4 miembros (+1 exmiembro)    | Corea del Sur               | |
| 2009-2015     | After School       | Banda | 6 miembros (+5 exmiembros)   | Corea del Sur               | |
| 2008-2013     | Girl Next Door     | Trío  | 3 miembros                   | Japón                       | |
| 2007-presente | Club Prince        | Banda | 6 miembros (+1 exmiembro)    | Japón                       | Actualmente junto a NAYUTAWABE RECORDS, subsidiario a UMusic Japan |
| 2006-presente | Genki Rockets      | Trío  | 3 miembros                   | Japón                       | Q Entertainment, Avex (2007-2008); Sony Records (2010-presente) |
| 2005-2021     | AAA                | Banda | 5 miembros (+3 exmiembros)   | Japón                       | |
| 2005-presente | Cutie★Mommy        | Trío  | 3 miembros                   | Japón                       | Warner |
| 2005-presente | Kis-My-Ft2         | Banda | 7 miembros (+1 exmiembro)    | Japón                       | |
| 2005-2007     | Hinoi Team         | Banda | 4 miembros                   | Japón                       | Asociada a Sonic Groove, Pony Canyon |
| 2003-presente | D                  | Banda | 5 miembros (+3 exmiembros)   | Japón                       | Actualmente junto a CJ Víctor Entertainment (Desde 2003) |
| 2002-presente | Back-on            | Banda | 4 miembros (+2 exmiembros)   | Japón                       | |
| 2001-presente | Clazziquai         | Trío  | 3 miembros                   | Corea del Sur               | Asociado a Fluxus Music |
| 2001-2005     | Day After Tomorrow | Trío  | 3 miembros                   | Japón                       | |
| 2000-presente | Aural Vampire      | Dúo   | 2 miembros                   | Japón                       | |
| 2000-presente | Dream              | Trío  | 3 miembros (+6 exmiembros)   | Japón                       | Abreviado como DRM; asociados a Rhythm Zone |
| 2000-presente | HY                 | Banda | 5 miembros                   | Japón                       | Avex (2000-2014); Universal Music (2014-presente) |
| 2000-2003     | Folder 5           | Banda | 5 miembros                   | Japón                       | |
| 1999          | A.T.T              | Dúo   | 2 miembros                   | Reino Unido, Japón          | |
| 1999-presente | Do As Infinity     | Dúo   | 2 miembros (+1 exmiembro)    | Japón                       | Parón desde 2005 a 2008 |
| 1998-presente | 8-Ball             | Banda | 4 miembros                   | Japón                       | |
| 1997-presente | Kishidan           | Banda | 6 miembros                   | Japón                       | Tinstar Records (2000-2001); EMI Music Japan (2002-2008); Avex (2009-presente) |
| 1996-presente | Every Little Thing | Dúo   | 2 miembros (+1 exmiembro)    | Japón                       | |
| 1996-presente | SPEED              | Dúo   | 2 miembros (+2 exmiembros)   | Japón                       | |
| 1996-1999     | D&D                | Trío  | 3 miembros                   | Japón                       | Warner |
| 1995-presente | MAX                | Banda | 4 miembros (+1 exmiembro)    | Japón                       | Avex (1995-2005); Sonic Groove (2005-presente) |
| 1991-presente | Kuroyume           | Dúo   | 2 miembros (+3 exmiembros)   | Japón                       | Epic Records |
| 2000-2003     | Dead or Alive      | Banda | 4 miembros                   | Reino Unido, Japón          | Warner |